# Julia Eriksson (politiker)
Julia Johanna Margareta Eriksson, född 7 februari 1998 i Sankt Sigfrids församling, Nybro kommun, är en svensk politiker (C) och var framtill 2023 förbundsordförande för Centerstudenter. I rollen som CS-ordförande satt hon även i Centerpartiets partistyrelse.
Eriksson är idag kretsordförande för Centerpartiet i Uppsala.